# Edward Jabłoński (piłkarz)
Edward Leon Jabłoński (ur. 13 października 1919 w Krakowie, zm. 17 listopada 1970 tamże) – polski piłkarz występujący na pozycji pomocnika, reprezentant Polski w latach 1939–1947.

## Życiorys
Był wychowankiem Nadwiślana Kraków. W Cracovii grał – wliczając konspiracyjne rozgrywki w okresie II wojny światowej – w latach 1938–1950. W 1948 był kapitanem drużyny która wywalczyła tytuł mistrza Polski.
Jest jednym z kilku piłkarzy, którzy w reprezentacji Polski zagrali przed i po wojnie. Debiutował 27 sierpnia 1939 w meczu – ostatnim przedwojennym Polaków – z Węgrami, ostatni raz zagrał w 1947. Łącznie w Biało-Czerwonych barwach rozegrał 3 oficjalne spotkania i strzelił jedną bramkę (była ona zarazem pierwszym polskim golem po wojnie). W trzecim – z Rumunią – pełnił funkcję kapitana zespołu.
Jego młodszy brat Marian także był piłkarzem Cracovii i reprezentantem Polski.
Został pochowany na Cmentarzu wojskowym przy ul. Prandoty w Krakowie.